# La Grande Muraille (film, 1932)
Pour les articles homonymes, voir La Grande Muraille.
Pour plus de détails, voir Fiche technique et Distribution.
La Grande Muraille (titre original : The Bitter Tea of General Yen) est un film américain réalisé par Frank Capra, sorti en 1932.

## Synopsis

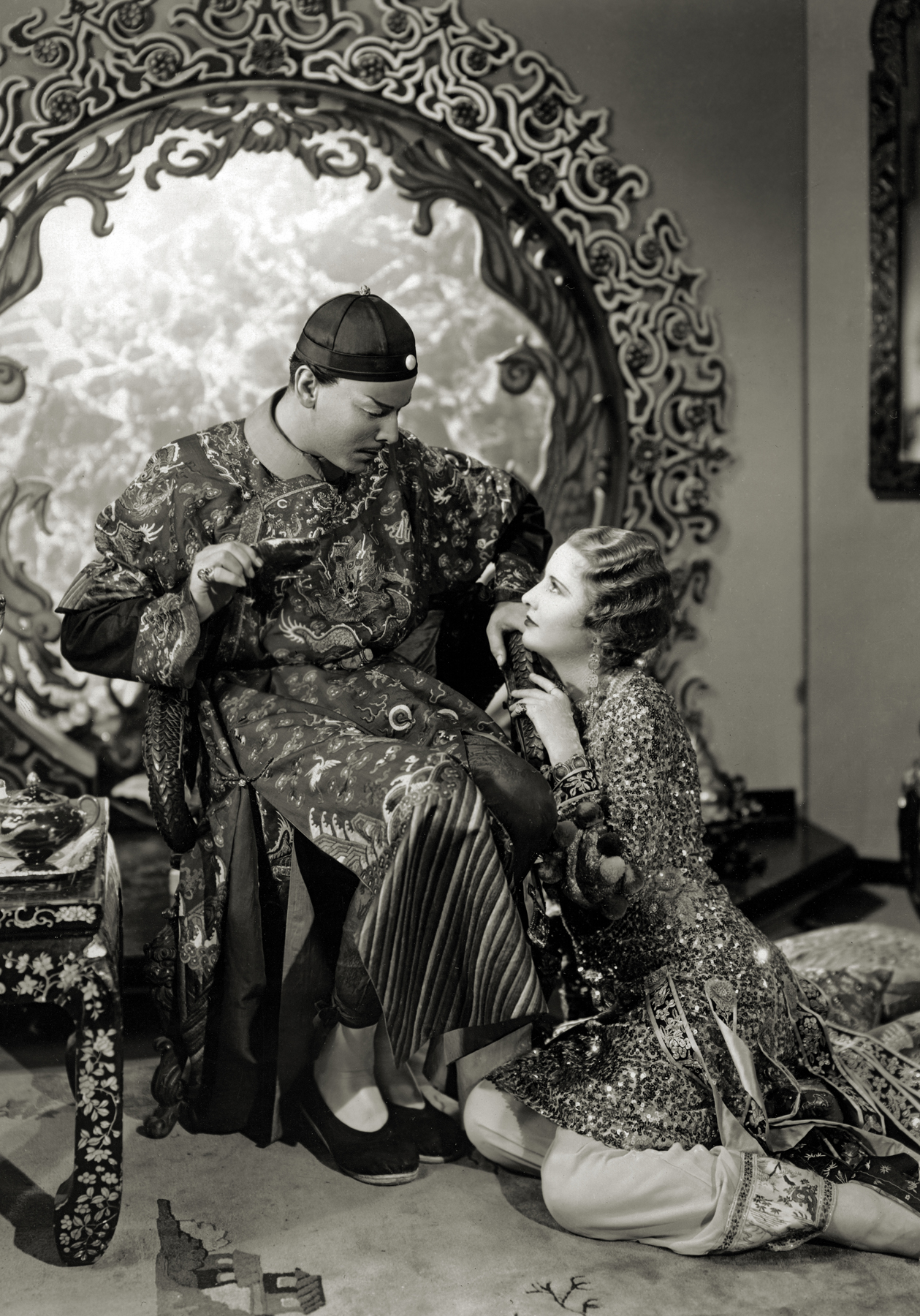
Barbara Stanwyck et Nils Asther.

À la fin des années 1920, à Shanghai, pendant la guerre civile chinoise, alors qu'une foule de réfugiés tente de fuir la ville balayée par la pluie, un couple de missionnaires chrétiens âgés accueille des invités dans leur maison pour le mariage du Docteur Robert Strike, un collègue missionnaire et de Megan Davis, son amour d'enfance qu'il n'a pas vu depuis trois ans. Certains des missionnaires ont une vision cynique du peuple chinois qu'ils sont venus sauver et peu après l'arrivée de Megan, son fiancé Bob se précipite et reporte le mariage pour pouvoir sauver un groupe d'orphelins menacés par les combats qui se propage, auquel Megan insiste pour l'accompagner.
En chemin, ils s'arrêtent au quartier général du général Yen, un puissant seigneur de guerre chinois qui contrôle la région de Shanghai. Pendant que Megan attend dans la voiture, Bob supplie le général de lui accorder un laissez-passer pour qu'il puisse sauver les orphelins. Méprisant le zèle du missionnaire Yen lui remet un papier sans valeur qui décrit la bêtise de son porteur. Le couple parvient ensuite sains et saufs à l'orphelinat de St. Andrews mais le laissez-passer ne fait qu'inciter les soldats à rire et à voler leur voiture lorsqu'ils tentent de partir avec les enfants. Les missionnaires et les enfants finissent par atteindre à pied la gare mais dans le chaos général, Bob et Megan sont tous deux assommés et séparés.
Quelque temps plus tard, Megan reprend conscience dans le train privé du général Yen, accompagné de sa concubine, Mah-Li. Lorsqu'ils arrivent au palais d'été du général, ils sont accueillis par un américain, Jones, qui est le conseiller financier de Yen. Il lui annonce qu'il a réussi à réunir six millions de dollars, cachés dans un wagon voisin, pour le trésor de guerre de son armée. Plus tard, Megan est choquée par la brutalité des exécutions de prisonniers qui se déroulent sous sa fenêtre. Fasciné et attiré par la jeune et belle missionnaire, le général demande à ses hommes de déplacer les exécutions hors de portée de voix et lui assure qu'il la renverra à Shanghai dès qu'elle sera en sécurité.
Un soir, Megan s'endort et fait un rêve érotique troublant dans lequel le général vient à son secours et l'embrasse passionnément. Peu après, elle accepte l'invitation du général à dîner. Pendant qu'ils dînent, le général apprend que sa concubine Mah-Li l'a trahi avec le capitaine Li, son fidèle bras droit. Plus tard, après que le général Yen a arrêté Mah-Li pour espionnage, Megan tente d'intervenir, faisant appel à sa clémence. Le général la met au défi de prouver ses idéaux chrétiens en renonçant à sa propre vie si Mah-Li se montre à nouveau infidèle. Megan accepte naïvement et finit par aider involontairement Mah-Li à trahir le général en transmettant à ses ennemis des informations sur l'emplacement de sa fortune cachée. La concubine utilise des rouleau de prières qu'elle transmet lorsqu'elle se rend à l'église.
Grâce aux informations fournies par Mah-Li, les ennemis du général s'emparent de sa fortune, le laissant financièrement ruiné et abandonné par ses hommes et ses serviteurs. Le général Yen est incapable de prendre la vie de Megan, qui lui est trop précieuse. Lorsqu'elle quitte sa chambre en larmes, il se prépare une tasse de thé empoisonné pour mourir avec honneur comme ses ancêtres. Megan revient, vêtue de beaux habits chinois qu'il lui avait offerts auparavant. Elle le sert avec la douceur d'une concubine mais lorsqu'elle lui dit qu'elle ne pourra jamais le quitter, il se contente de sourire en expliquant pourquoi cela est impossible puis boit le thé empoisonné. Quelque temps plus tard, Megan et Jones sont sur un bateau qui les ramène à Shanghai. Tout en discutant de la beauté et de la tragédie de la vie du général, Jones réconforte Megan en lui disant qu'un jour, elle sera à nouveau avec lui dans une autre vie.

## Fiche technique
- Titre : La Grande Muraille
- Titre original : The Bitter tea of General Yen
- Réalisation : Frank Capra
- Assistant-réalisateur	: Charles C. Coleman
- Scénario : Edward E. Paramore Jr., d'après le roman The Bitter tea of General Yen de Grace Zaring Stone
- Photographie : Joseph Walker
- Montage : Edward Curtiss
- Musique : W. Franke Harling
- Son : Edward Bernds
- Costumes : Robert Kalloch et Edward Stevenson (non crédités)
- Producteurs : Frank Capra et Walter Wanger (non crédité)
- Producteur exécutif : Harry Cohn
- Société de production : Columbia Pictures
- Société de distribution : Columbia Pictures
- Pays de production :  États-Unis
- Langue : anglais, mandarin, français
- Tournage : du 7 juillet 1932 au 15 août 1932
- Format : noir et blanc — pellicule : 35 mm — image : 1,37:1 — son : Mono (Western Electric Noiseless Recording)
- Genre : guerre, Mélodrame
- Durée : 88 minutes (1 h 28)
- Dates de sortie : 
  - États-Unis : 25 décembre 1932 (Pittsburgh, Pennsylvanie) et (San Antonio, Texas) / 6 janvier 1933 (première) / 11 janvier 1933 (New York)
  - Royaume-Uni : 22 mai 1933
  - France : 17 novembre 1933 (première) / 12 janvier 1934

## Distribution
Les voix françaises indiquées ci-dessous proviennent du second doublage.
- Barbara Stanwyck (VF : Danièle Douet) : Megan Davis
- Nils Asther (VF : Jean-Philippe Puymartin) : Général Yen
- Toshia Mori (VF : Malvina Germain) : Mah-Li
- Walter Connolly (VF : Jean-Claude Sachot) : Jones
- Gavin Gordon (VF : Bernard Lanneau) : Dr. Robert « Bob » Strike
- Lucien Littlefield : Mr. Jackson
- Richard Loo : Capitaine Li
- Helen Jerome Eddy : Miss Reed
- Emmett Corrigan (VF : Michel Ruhl) : l'évêque Harkness

Acteurs non crédités
- Moy Ming : le docteur Lin
- Robert Wayne : le révérend Bostwick
- Knute Erickson  : le docteur Hansen
- Ella Hall : Mme Hansen
- Jessie Arnold : Mme Blake
- Arthur Millett : 	Mr. Pettis
- Helen Jerome Eddy :Mlle Reed
- Clara Blandick (VF : Nicole Favart) : Mme Jackson
- Nora Cecil : une missionnaire
- Willie Fung : un officier
- Tetsu Komai : un messager du général Yen
- Martha Mattox : Mlle Avery
- Jessie Arnold : M. Blake
- Emmett Corrigan : Monseigneur Harkness
- Miller Newman : le docteur Mott

## Autour du film
- Le tournage s'est déroulé du 7 juillet 1932 au 15 août 1932 dans la vallée de San Fernando, à Los Angeles, en Californie
- Loin de ses comédies qui feront plus tard son succès, Frank Capra inaugure les années 1930 avec une série de drames, voire mélodrames (Ladies of Leisure, Dirigible, The Miracle Woman, Amour défendu, La Ruée, La Grande Muraille), ayant pour la plupart d’entre eux comme interprète principale Barbara Stanwyck, une de ses actrices préférées[1].
- En 1932, Capra constate avec dépit qu’une nouvelle fois son dernier film, La Ruée, n’a non seulement pas obtenu d’Oscars mais de plus n’a reçu aucune nomination. Depuis que la cérémonie existe, le réalisateur n’aspire qu’à recevoir la précieuse statuette mais malgré quelques grands succès commerciaux, l’Académie semble l’avoir oublié et Capra n’a jusqu’à présent pas été nommé une seule fois[2]. Son rêve de trophée tourne à l’obsession et persuadé que pour être récompensé d’un Oscar il lui faut faire un film à prétentions artistiques, il entreprend son prochain film et décide que ce sera « de l’Art avec un grand A »[2]. Justement, un projet l’intéresse, le producteur Walter Wanger prépare un film tiré d’un roman de Grace Zaring Stone, The Bitter Tea of General Yen, pour la Columbia[2]. Le sujet, plutôt brûlant pour l’époque, raconte une histoire d’amour interraciale entre un général chinois et une jeune missionnaire américaine sur fond de guerre chinoise. Walter Wanger accepte, à condition que son nom apparaisse au générique en tant que producteur, de confier le film à Capra[2]. Le réalisateur est persuadé qu’il tient enfin son film à Oscars[2] et la Columbia lui donne carte blanche[3].
- Frank Capra confie le rôle principal à Barbara Stanwyck qu’il avait révélé dans Ladies of Leisure, il impose Nils Asther[3], acteur suédois dont ce sera le plus grand rôle, pour incarner le général asiatique et prend pour le personnage de Jones, conseiller du général, un acteur reconnu de Broadway, Walter Connolly, qu’il retrouvera par la suite dans plusieurs de ses films. Ce dernier se cassera la jambe pendant le tournage[4] et terminera le film sur des béquilles[5]. 
La distribution sera admirable et Barbara Stanwyck « se révèle prodigieuse et d’une sensibilité très moderne »[6]
- Le film est une des plus belles réussites personnelles du Capra de cette période[6], grâce également à son chef opérateur Joseph Walker[7], il va réaliser un film élégant, sombre et mystique[8] avec une atmosphère à la Sternberg[6], dont le point culminant sera la scène onirique du rêve où l’héroïne attaquée par un monstre asiatique est finalement sauvé par un héros qui se révèle être le général Yen[3].
- Mélodrame accompli, Capra donne le meilleur de lui-même et comme le souligne Jean-Pierre Coursodon et Bertrand Tavernier : « …Les rapports interraciaux sont décrits avec beaucoup de franchise et d’audace pour l’époque. Capra n’ayant pas craint de traiter le sujet, contrairement à ce qui s’était passé pour The Miracle Woman. »[6]
- Le film fut choisi pour la cérémonie d'ouverture, en 1933, du Radio City Music Hall, à New York[2].
- Malheureusement, malgré un très bon accueil de la critique[5], le film est un échec commercial, de plus il est interdit dans tout l’Empire britannique à cause de l’histoire d’amour inter-raciale entre un chinois et une femme blanche[9].
- Le film ne reçoit, une nouvelle fois, aucune nomination, et Capra à sa grande fureur voit ses espoirs d’Oscars s’envoler[2].
- Désormais Frank Capra ne quittera pratiquement plus le chemin de la comédie qui le couvrira de gloire et d’Oscars.